# Souterrain von Ballantrae Bridge

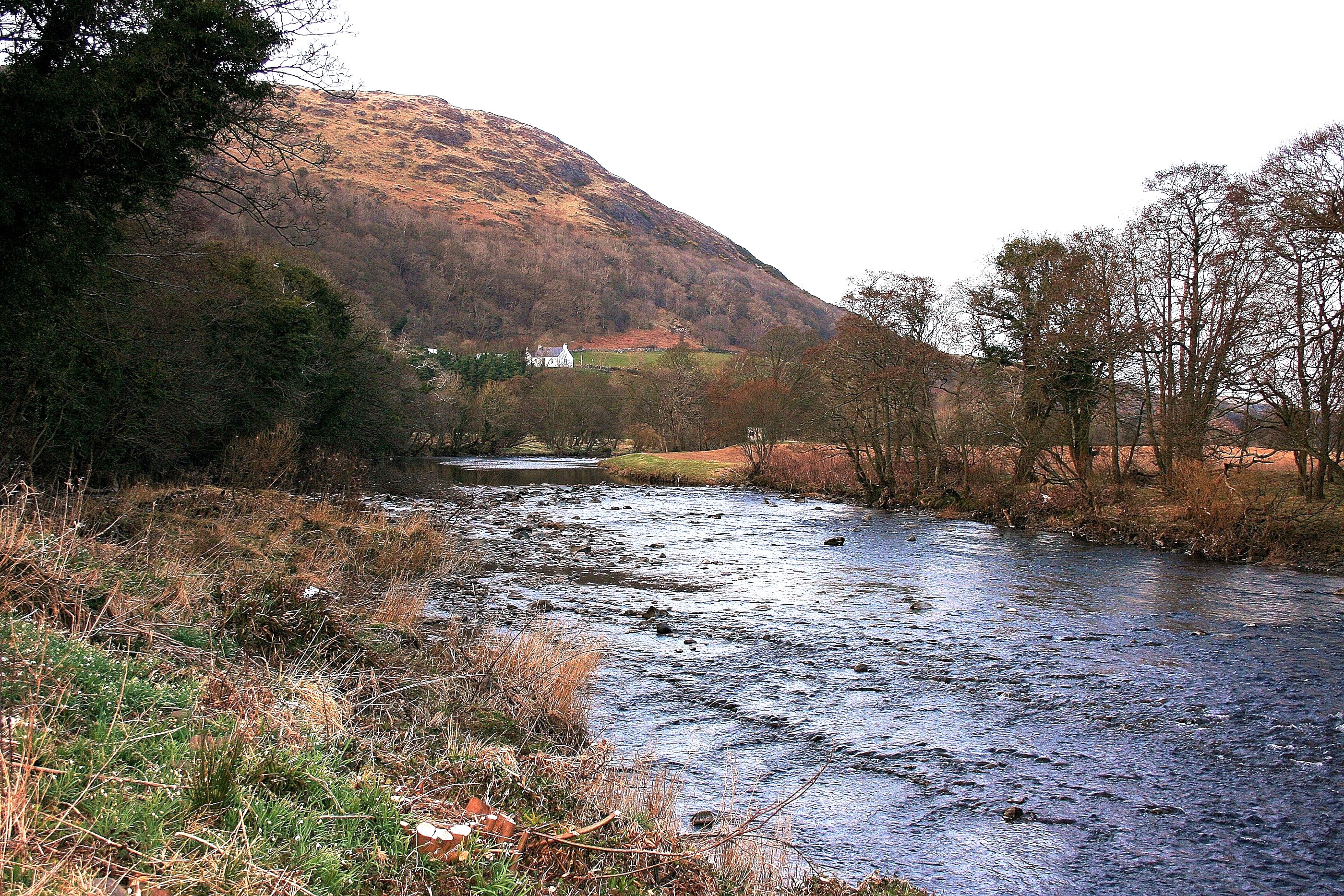
Der River Stinchar oberhalb von Ballantrae

Das Souterrain von Ballantrae Bridge in Ballantrae in South Ayrshire in Schottland wurde 1995 auf Schrägluftaufnahmen entdeckt. Die charakteristischen Merkmale eines Souterrains, mögliche Einhegungen und andere Merkmale liegen in der Mitte eines Feldes, etwa 350 m südlich der alten Ballantrae Bridge über den Stinchar.
Das Souterrain ist etwa 12,0 m lang. Eine möglicherweise runde Einhegung mit einem Durchmesser von etwa 12,0 m befindet sich etwa 70 m südwestlich des Souterrains. Zwei möglicherweise quadratische Gehäuse sind etwa 100 m nordwestlich des Souterrains erkennbar. Eine große Anzahl weiterer Schnittmarken befindet sich in der unmittelbaren Umgebung.
Bei Souterrains wird gewöhnlich zwischen „earth-cut“, „rock-cut“, „mixed“, „stone built“ und „wooden“ Souterrains unterschieden. Da jedoch noch keine Ausgrabung erfolgte, kann keine Aussage dazu gemacht werden.
In der Nähe liegt das Souterrain von Garphar.